# Amtsgericht Passenheim

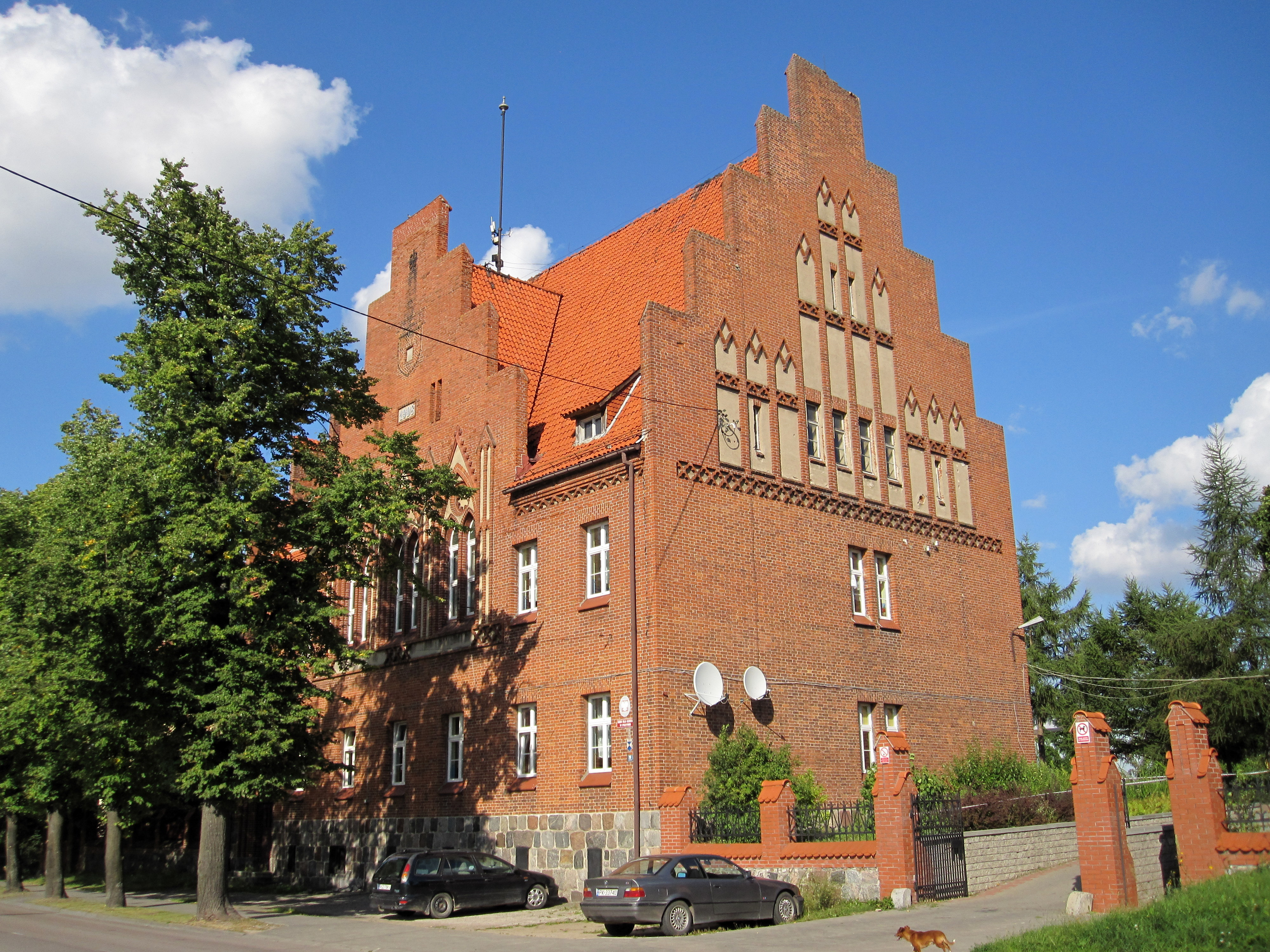
Ehem. Amtsgerichtsgebäude (2012)

Das Amtsgericht Passenheim war ein preußisches Amtsgericht mit Sitz in der Stadt Passenheim, Ostpreußen.

## Geschichte
In Passenheim bestand bis 1849 das Land- und Stadtgericht Passenheim und danach die Gerichtskommission Passenheim des Kreisgerichtes Ortelsburg. Im Rahmen der Reichsjustizgesetze wurden die bestehenden Gerichte aufgehoben und einheitlich Amtsgerichte gebildet. Das königlich preußische Amtsgericht Passenheim wurde mit Wirkung zum 1. Oktober 1879 als eines von zehn Amtsgerichten im Bezirk des Landgerichtes Allenstein im Bezirk des Oberlandesgerichtes Königsberg gebildet. Der Sitz des Gerichtes war Passenheim. Sein Gerichtsbezirk umfasste aus dem Kreis Ortelsburg den Stadtbezirk Passenheim und die Amtsbezirke Gilgenau, Malschöwen, Nareythen, Kleinrauschken, Rummy und Scheufelsdorf sowie der Gemeindebezirk Anhaltsberg aus dem Amtsbezirk Corpellen. Am Gericht bestand 1880 eine Richterstelle. Das Amtsgericht war damit ein kleines Amtsgericht im Landgerichtsbezirk.
Im Jahre 1945 wurde der Amtsgerichtsbezirk unter polnische Verwaltung gestellt, und die deutschen Einwohner wurden vertrieben. Damit endete auch die Geschichte des Amtsgerichtes Passenheim.

## Gerichtsgebäude
Von 1904 bis 1908 wurde das Amtsgerichtsgebäude errichtet. Es steht als Kulturdenkmal unter Denkmalschutz.